# Shusaku Tokita
Shusaku Tokita (鴇田 周作 Tokita Shusaku?), född 9 september 1990 i Chiba prefektur, är en japansk fotbollsspelare.
Tokita började sin karriär 2013 i Matsumoto Yamaga FC. Efter Matsumoto Yamaga FC spelade han för Fukushima United FC, Grulla Morioka, Azul Claro Numazu och Japan Soccer College.